# La Daronne
Pour les articles homonymes, voir Daron et Daronne.
Pour plus de détails, voir Fiche technique et Distribution.
La Daronne est un film français réalisé par Jean-Paul Salomé, sorti en 2020.
Le scénario du film est inspiré du roman éponyme de l'écrivaine Hannelore Cayre, qui a été récompensé en 2017 par le prix du polar européen et le grand prix de littérature policière. L'auteure du roman, qui est également coscénariste du scénario du film, a reçu une nomination pour le César 2021 de la meilleure adaptation pour ce film, partagé avec Jean-Paul Salomé.

## Synopsis
Patience Portefeux (Isabelle Huppert), âgée d'une cinquantaine d'années, habite Paris et travaille comme traductrice arabe-français indépendante pour le ministère de la Justice. Après avoir élevé seule, à la suite de son veuvage, ses deux filles, elle se retrouve avec sa mère à charge pour laquelle elle doit payer le coûteux hébergement en EHPAD. Au fil des années, grâce à sa connaissance de l'arabe, elle s'est spécialisée dans la transcription d'écoutes pour la brigade des stupéfiants à Paris. Elle entretient une relation amoureuse avec Philippe (Hippolyte Girardot), qui commande la brigade pour laquelle elle travaille.
Un jour, elle découvre que Khadija (Farida Ouchani), l'aide-soignante qui s'occupe de sa mère avec dévouement, est aussi la mère d'un chauffeur de go fast dont elle traduit régulièrement les propos pour la police. Lorsque la Brigade des stupéfiants organise une opération pour prendre en flagrant délit le trafiquant de résine de cannabis, elle prévient l'aide-soignante. Le dealer et son complice se font arrêter, juste après avoir abandonné la drogue dans la nature. Patience récupère l'ensemble de la cargaison en la stockant dans la cave de sa résidence et la revend pour son compte. Les dealers qu'elle fournit puis la police, qui l'a repérée, la surnomment alors la « Daronne »,.
Afin de brouiller les pistes, elle se compose un personnage haut en couleur portant le hidjab. Avec ses gains, elle paie ses dettes et adoucit la fin de la vie de sa mère qui mourra dans son EHPAD. Philippe et sa brigade sont sur ses traces, et en visionnant une bande de vidéosurveillance, Philippe trouve une ressemblance entre la daronne et sa compagne, mais il n'ira pas plus loin dans ses suspicions.
Après la mort de sa mère, Patience qui a échappé à une attaque à main armée grâce à un vieux revolver et la vigilance de ses voisins chinois a gagné assez d'argent et cesse ses activités criminelles, après avoir donné à Khadidja de quoi payer l'avocat de son fils.

## Fiche technique
Sauf indication contraire, les informations mentionnées dans cette section peuvent être confirmées par la base de données cinématographiques Allociné,  présente dans la section « Liens externes ».
- Titre original :  La Daronne
- Réalisation : Jean-Paul Salomé

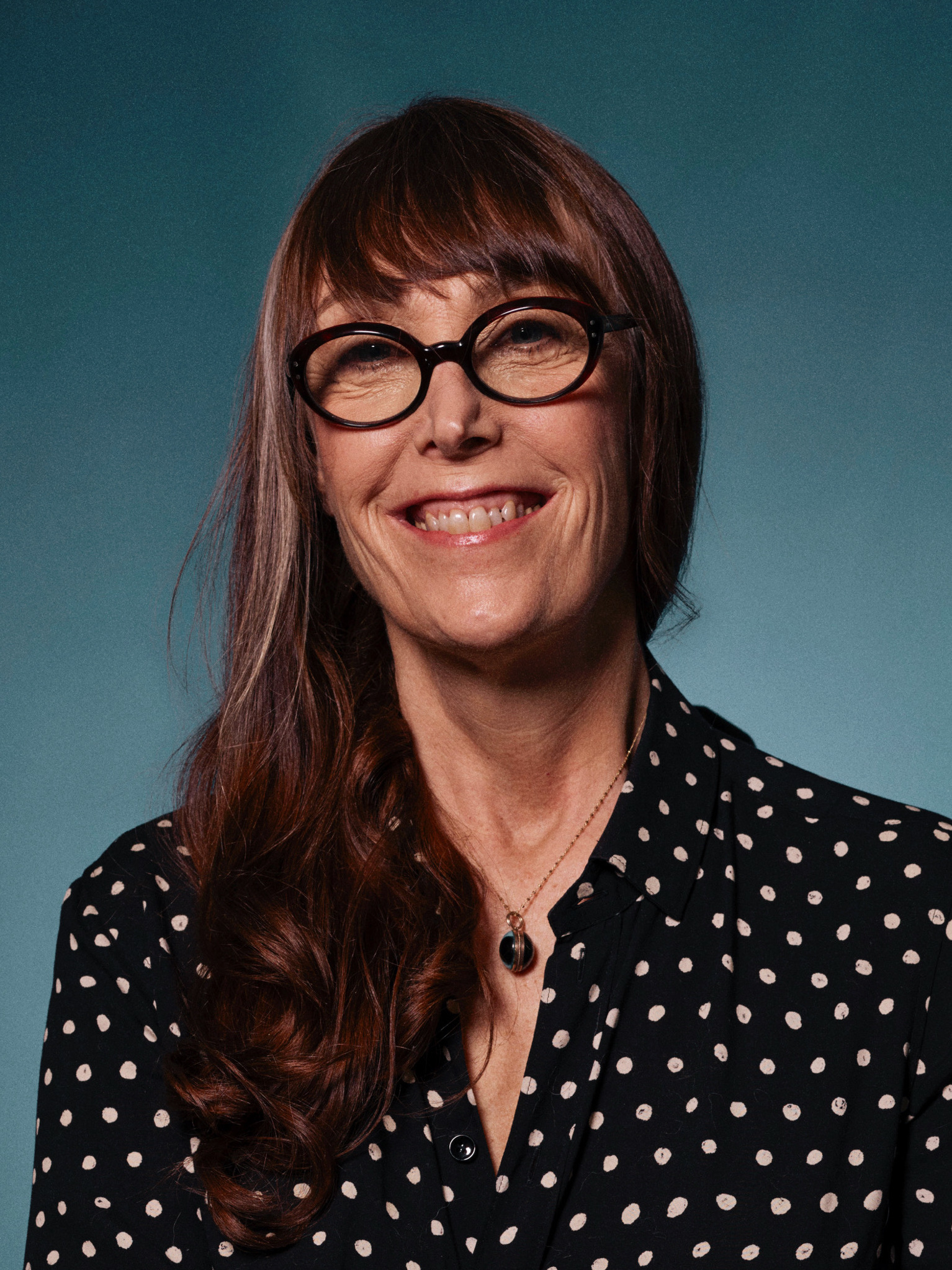
Hannelore Cayre, auteure du livre dont s'inspire le film et coscénariste.

- Scénario : Hannelore Cayre, Antoine Salomé et Jean-Paul Salomé d'après le roman éponyme de Hannelore Cayre
- Musique : Bruno Coulais
- Décors : Françoise Dupertuis
- Costumes : Marité Coutard
- Photographie : Julien Hirsch
- Montage : Valérie Deseine
- Production : Kristina Larsen et Jean-Baptiste Dupont
- Sociétés de production : Les Films du Lendemain, La Boétie Films, Scope Pictures[4]
- SOFICA : Cinéventure 4, Cofimage 30
- Sociétés de distribution : Le Pacte
- Pays de production :  France
- Langue originale : français
- Genre : comédie policière
- Durée : 104 minutes
- Budget : 5,8 M€
- Dates de sortie :
  - France : 16 janvier 2020 (Festival international du film de comédie de l'Alpe d'Huez) ; 9 septembre 2020 (sortie nationale)

## Distribution
Sauf indication contraire, les informations mentionnées dans cette section peuvent être confirmées par la base de données cinématographiques Allociné,  présente dans la section « Liens externes ».

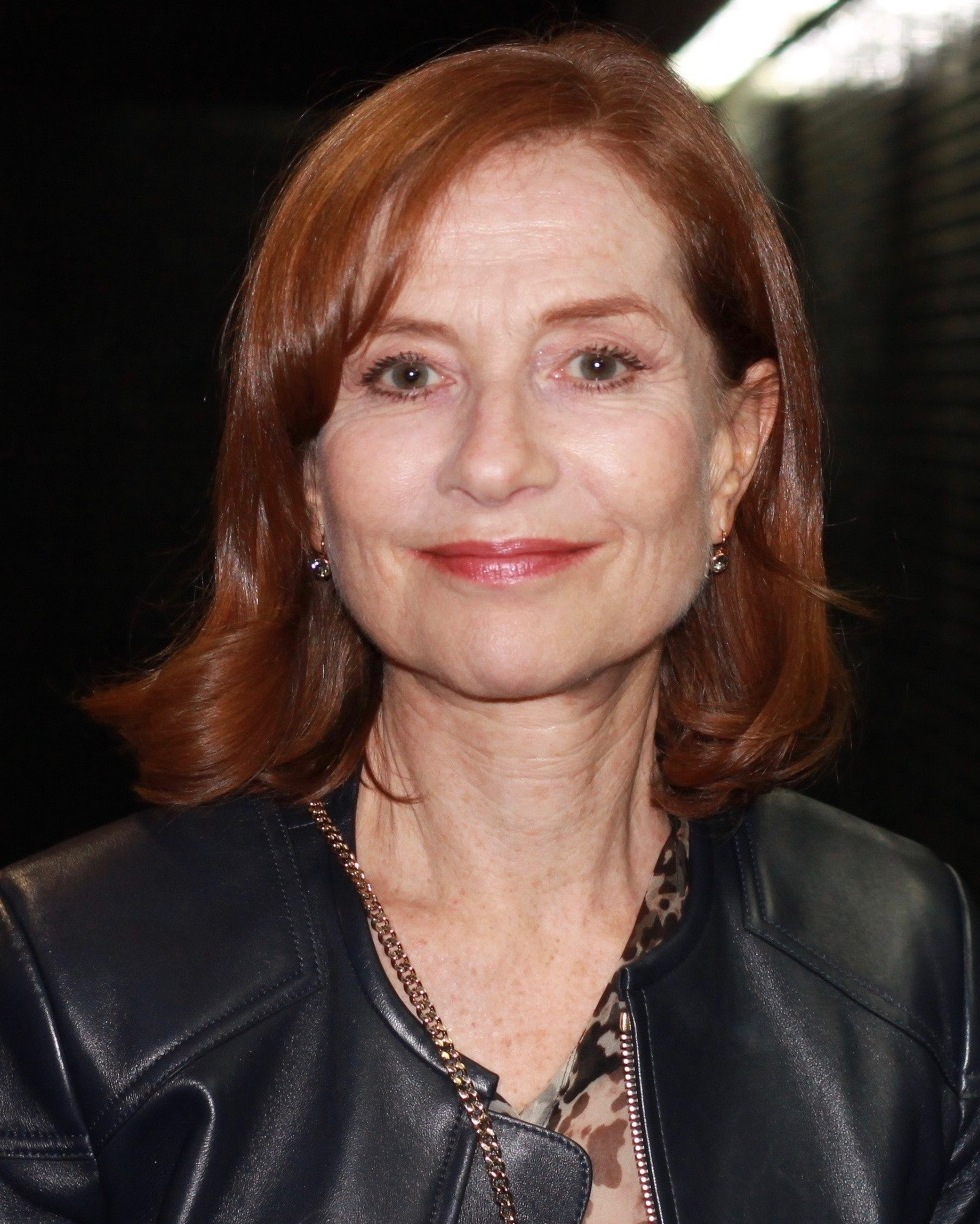
L'actrice Isabelle Huppert interprète le rôle titre.

- Isabelle Huppert : Patience Portefeux, traductrice arabe-français indépendante pour le ministère de la Justice
- Hippolyte Girardot : Philippe, compagnon de Patience
- Farida Ouchani :  Khadidja, aide-soignante à l'EHPAD, mère d’Afid
- Liliane Rovère : mère de Patience
- Rachid Guellaz : Scotch
- Mourad Boudaoud : Chocapic
- Iris Bry : Hortense Portefeux, fille de Patience
- Jade Nadja Nguyen : Colette Fo, voisine de pallier de Patience
- Rebecca Marder : Gabrielle Portefeux, fille de Patience
- Raphaël Quenard : Mika
- Abbes Zahmani : Mohamed
- Yann Sundberg : Fredo
- Léonore Confino : directrice de l'EHPAD
- Salah Maouassa : Reda

## Production

### Tournage
Les scènes extérieures du film ont essentiellement été tournées dans Paris. Les scènes qui représentent la maison de retraite où est hébergée la mère de Patience ont été tournées dans un EHPAD du 20e arrondissement de Paris.

## Accueil

### Accueil critique
En France, le site Allociné propose une moyenne de 3⁄5 à partir de l'interprétation de 33 critiques de presse
Selon Nathalie Simon du quotidien Le Figaro, « La comédie de Jean-Paul Salomé autour du trafic de drogue mélange habilement genre policier et humour ».
Selon Olivier de Bruyn du magazine hebdomadaire Marianne, « entre polar décontracté et comédie prohibant l’esprit de sérieux, le cinéaste, malgré une mise en scène juste fonctionnelle, signe un film original dont le principal atout porte un nom : celui d’Isabelle Huppert, que l’on n’a trop rarement l’occasion de voir évoluer dans des registres aussi ludiques ».
Sollicités par France Inter, quatre critiques de cinéma ont donné leur avis sur le film, avec deux commentaires assez négatifs et deux autres plutôt positifs. Pour Pierre Murat, il s'agit d'« un film pas très bon, écrit pour Isabelle Huppert », pour Sophie Avon, en désaccord avec son confrère, c'est « un film sur des femmes qui se débrouillent sans les hommes », selon Éric Neuhoff, le plus négatif, il s'agit d'« un film sans intérêt où il ne se passe pas grand-chose » et enfin, selon Xavier Leherpeur, « Isabelle Huppert ose la comédie et cela lui va bien ».

### Box-office
Le film sort le 9 septembre 2020 dans 534 salles et comptabilise 25 982 entrées pour sa première journée.
Après une semaine, le film cumule 130 560 entrées. En deuxième semaine, le film ne perd que 28,8% de fréquentation et cumule 92 952 entrées supplémentaires. Malgré 206 salles supplémentaires, le troisième week-end est marqué par une chute de 24,5% des entrées avec 70 220 spectateurs supplémentaires. 370 610 spectateurs sont comptabilisés après 4 semaines d’exploitation.

## Distinctions
Sauf indication contraire, les informations mentionnées dans cette section peuvent être confirmées par les bases de données cinématographiques IMDb et Allociné,  présentes dans la section « Liens externes ».

### Récompenses
- Prix Jacques-Deray 2021[réf. nécessaire]
- Women Film Critics Circle Awards 2021 : meilleur secret gardé

### Nomination et sélections
- Festival international du film de comédie de l'Alpe d'Huez 2020 : en compétition
- Festival du film francophone d'Angoulême 2020 : film de clôture
- César 2021 : meilleure adaptation pour Hannelore Cayre et Jean-Paul Salomé[15]

## Autour du film

### Autour de la distribution
L'actrice principale du film, Isabelle Huppert, a dû apprendre quelques rudiments d'arabe pour son rôle d'interprète, mais sans apprendre véritablement la langue. Lors d'un entretien accordé à l'occasion de la sortie de ce film, l'actrice rappelle qu'elle a déjà joué en russe, en italien et en anglais (qu'elle maitrise très bien) dans d'autres films.
Lors d’une entrevue réalisée dans le cadre des « Rendez-vous du cinéma français d’Unifrance », Isabelle Huppert a déclaré qu'après avoir lu le roman d'Hannelore Cayre, elle a pressenti que ce « personnage formidable » était pour elle. Peu de temps après, le réalisateur Jean-Paul Salomé, ancien président de cet organisme, l'a contactée pour lui proposer ce même rôle dans l’adaptation cinématographique qu'il avait prévu de lancer.

### Autour du titre
Le terme « daron » est un mot relativement ancien, connu au XVIIe siècle pour désigner le « maître de maison », c'est-à-dire le « père de famille » et par extension le « patron ». Au début du XIXe siècle, le daron est employé par la classe ouvrière pour qualifier les personnes bourgeoises sous-entendant généralement une personne âgée « fine et rusée ». À la fin de ce siècle, le mot qui désigne le « patron » (ou la « patronne », sous sa forme féminine de « daronne ») ainsi que le « tenancier de cabaret ou celui de maison close ». Arthur Rimbaud, entre autres surnoms, utilisait le terme la daromphe qu'il avait inventé pour parler de sa mère autoritaire.

### Autour du tournage
Le réalisateur Jean Paul Salomé, qui connaît bien le quartier de ce Paris multiculturel où il a tourné la majeure partie des scènes du film, a pris la décision de rencontrer des interprètes judiciaires pour connaître et utiliser le vocabulaire employé dans le domaine du trafic de drogue et a demandé à l’un d’eux d’écrire les textes en arabe appris par l'actrice Isabelle Huppert afin que son personnage soit crédible lors de ses répliques dans cette langue.

### Autour de la sortie
Ce film fait partie des œuvres dont la sortie en salles en France (initialement prévue le 25 mars 2020) est reportée après l'annonce du 2e stade de l'épidémie de Covid-19.